# Маріо Ридінґ
Маріо Ридінґ (англ. Mario Reading; нар. 1953, Борнмут, Дорсет, Англія) — англійський письменник.

## Життєпис
Маріо Ридінґ народився у 1953 році в Борнмуті Дорсет. Дитинство провів у Англії, Німеччині та південній Франції, завдяки чому володіє чотирма мовами. 
Вивчав порівняльну літературу під керівництвом Малькольма Бредбері і Анґуса Вілсона в університеті Східної Англії, де спеціалізувався на французькій і німецькій літературі та перекладознавстві. Після двох років навчання Маріо Ридінґ втік до Африки на вантажному кораблі.
За часів своєї юності Маріо Ридінґ торгував антикварними книгами, викладав верхову їзду в Африці, вчився об'їжджати коней у Відні, грав у професійне поло в Індії, Іспанії та Дубаї, допомагав керувати кавовою плантацією своєї дружини в Мексиці. Йому вдалося вижити, не дивлячись на поставлений смертельний діагноз — рак. 
Письменницька майстерність Маріо Ридінґа було високо оцінено журі літературних премій. Він також склав «Словник кінематографії» (Dictionary of Cinema), що увібрав багато з особистого досвіду автора (книга перевидана під назвою «Довідник по кінематографії» (The Movie Companion)). 
Маріо Ридінґ є членом Mensa International.

## Книги українською
- Маріо Ридінґ. NOSTRADAMUS. Таємниця пророка. Переклад: Віктор Шовкун; передм. І. Бондаря-Терещенка. – Харків: Книжковий Клуб «Клуб Сімейного Дозвілля», 2010. – 336 с. ISBN 978-966-14-0803-5

Книга була серед номінантів XII Всеукраїнського рейтингу «Книжка року '2010» в номінації Сучасна зарубіжна проза / есеїстка / драматургія